# Agelenopsis oregonensis
Agelenopsis oregonensis es una especie de araña del género Agelenopsis, familia Agelenidae. Fue descrita científicamente por Chamberlin & Ivie en 1935.
Se distribuye por Canadá y los Estados Unidos. La especie se mantiene activa entre julio y octubre.